# Элзенга, Ян
Ян Элзенга (нидерл. Jan Elzenga; 31 июля 1897, Амстердам — 24 августа 1963, Амстердам) — нидерландский спортсмен, бейсболист и футболист, игравший за бейсбольную и футбольную команды амстердамского «Аякса».
Более 30 лет проработал в структуре «Аякса», занимал различные должности: первый секретарь, комиссар профессионального и любительского футбола.

## Биография
Родился в июле 1897 года в Амстердаме. Отец — Дюрк Элзенга, был родом из Метславира, мать — Гритье ван Зантен, родилась в Стенвейке. Родители поженились в августе 1888 года в Амстердаме — на момент женитьбы отец был моляром. В их семье было ещё трое детей: сыновья Албертюс и Элтье и дочь Дина.

### Карьера
В августе 1928 года стал членом футбольной команды «Аякса» и начал играть за второй состав клуба, ранее он выступал за бейсбольную команду «Аякса». Ян дебютировал за первую команду 20 апреля 1930 года в матче третьего раунда Кубка Нидерландов против «Стормвогелса». Так как игроки основного состава готовились к матчу чемпионата с «Гоу Эхед», который должен был состояться 21 апреля, то главный тренер Джек Рейнолдс выставил на кубковый матч резервный состав, укрепив его Хенком Мюлдерсом и Бобом тен Хаве. На своём поле «красно-белые» разгромили гостей со счётом 6:1; Элзенга отыграл весь матч на позиции защитника вместе с Хенни Виндтом.
В июле 1932 года получил должность первого секретаря клуба, тогда как Тео Брокманн стал вторым секретарём. В сезоне 1933/34 впервые сыграл в чемпионате. Это произошло 17 сентября 1933 года в гостевом матче первого тура против АДО. Во втором тайме Ян вышел на замену вместо Хенка Мюлдерса. Амстердамцы на старте сезона одержали крупную победу — 1:4. На тот момент Элзенге было 36 лет и 48 дней.
На протяжении 31 года в «Аяксе» Элзенга выполнял функции секретаря клуба. Играл за команду ветеранов «Аякса». В июле 1945 года Ян был удостоен звания почётного члена футбольного клуба «Аякс». В июле 1957 года, в честь 25-летнего юбилея работы на должности секретаря, он получил от Футбольного союза Нидерландов на память золотую булавку.

### Личная жизнь
Женился в возрасте двадцати семи лет — его супругой стала 24-летняя Анна Тьялиния Якоба Ферверда, уроженка Амстердама. Их брак был зарегистрирован 11 сентября 1924 года в Амстердаме. В июне 1927 года родилась дочь по имени Маргарета.
Умер 24 августа 1963 года в возрасте 66 лет после продолжительной болезни. Похоронен 28 августа на амстердамском кладбище Де Ньиве Остер.

«Несколько лет назад он уже был тяжело болен, но после серьёзной операции казалось, что он пойдёт на поправку. Несколько месяцев назад он вновь заболел и на этот раз ему вряд ли могли помочь. На следующий день футболисты „Аякса“ вышли на игру с чёрной повязкой на руке. Они проиграли в памятном матче 2:1 клубу „Фортуна '54“». — газета Sport en Sportwereld
Оригинальный текст (нид.) Sport en Sportwereld schreef: ‘Enkele jaren geleden reeds werd hij door een ernstige ziekte getroffen, maar na een zware operatie leek hij weer geheel hersteld te zijn. Ruim een maand geleden werd hij wederom ziek en thans kon hulp niet meer baten. De dag daarop speelden de Ajaxieden met een zwarte band om de arm. Zij verloren in een ‘hoogstaand voetbalduel’ met 2-1 van Fortuna '54.

## Достижения и звания
- Чемпион Нидерландов по бейсболу: 1928
- Почётный член футбольного клуба «Аякс»[17].